# Storhamar Hockey
Storhamar Hockey je profesionální norský hokejový tým. Byl založen v roce 1957 pod názvem Storhamar Ishockey.
V sezóně 2005-06 vyhrál základní část s náskokem 29 bodů před druhým Stjernenem Hockey. Nejproduktivnějším hráčem týmu se stal Kanaďan Patrick Yetman, který nasbíral 69 bodů za góly a asistence, vsítil nejvíce branek a společně s Madsem Hansenem měl nejlepší statistiku +/-.

## Historické názvy
- 1957 – Storhamar Ishockey
- 1998 – Storhamar Dragons
- 2015 – Storhamar Hockey